# Stay (bài hát của Blackpink)
"Stay" là bài hát của nhóm nhạc nữ Hàn Quốc Blackpink. Được phát hành vào ngày 1 tháng 11 năm 2016 từ Square Two bởi YG Entertainment và được phân phối bởi KT Music. Lời bài hát được viết bởi Teddy Park đồng thời được sáng tác bởi Seo Won Jin.

## Background và phát hành
Vào ngày 27 tháng 11 năm 2016, hình ảnh teaser của bốn thành viên Blackpink được đăng tải cho bài hát thứ hai "Stay" của single Square Two. Vào ngày 30 tháng 10, YG Entertainment đã đăng tải video hậu trường của MV "Stay". Trên sân khấu comeback, nhóm đã trình diễn "Stay" và "Playing with Fire" vào ngày 6 tháng 11 trên Inkigayo của SBS và trên M Countdown của Mnet vào ngày 10 tháng 11 năm 2016.

## MV
MV của "Stay" được đạo diễn bởi Han Sa Min, người đã đạo diễn "Gotta Be You" của 2NE1 và "Sober" của Big Bang trước đây. MV được phát hành trên kênh YouTube chính thức của Blackpink vào giữa đêm ngày 1 tháng 11 năm 2016 (KST).
Ngày 24 tháng 4 năm 2020, MV này đã chính thức đạt được 200 triệu lượt xem trên YouTube sau gần 4 năm ra mắt.

## Bảng xếp hạng

### Bảng xếp hạng tuần
| Bảng xếp hạng (2016)               | Vị trí xếp hạng |
| ---------------------------------- | --------------- |
| Hàn Quốc (Gaon Digital Chart)      | 10              |
| US World Digital Songs (Billboard) | 4               |

### Bảng xếp hạng tháng
| Bảng xếp hạng (2016)          | Vị trí xếp hạng |
| ----------------------------- | --------------- |
| Hàn Quốc (Gaon Digital Chart) | 27              |